# 15 Hudson Yards
15 Hudson Yards (pierwotnie Tower D) – wieżowiec mieszkalny położony w zachodniej części Manhattanu w Nowym Jorku. Zlokalizowany jest w dzielnicy Chelsea w pobliżu obszaru Hell's Kitchen Penn i stacji kolejowej New York Pennsylvania Station. Budynek jest częścią projektu Hudson Yards, kompleksu przebudowy West Side Yards Metropolitan Transportation Authority. Mierzy 917 stóp (280 m) wysokości, ma 88 kondygnacji. Został otwarty i oddany do użytku 15 marca 2019 roku.

## Historia

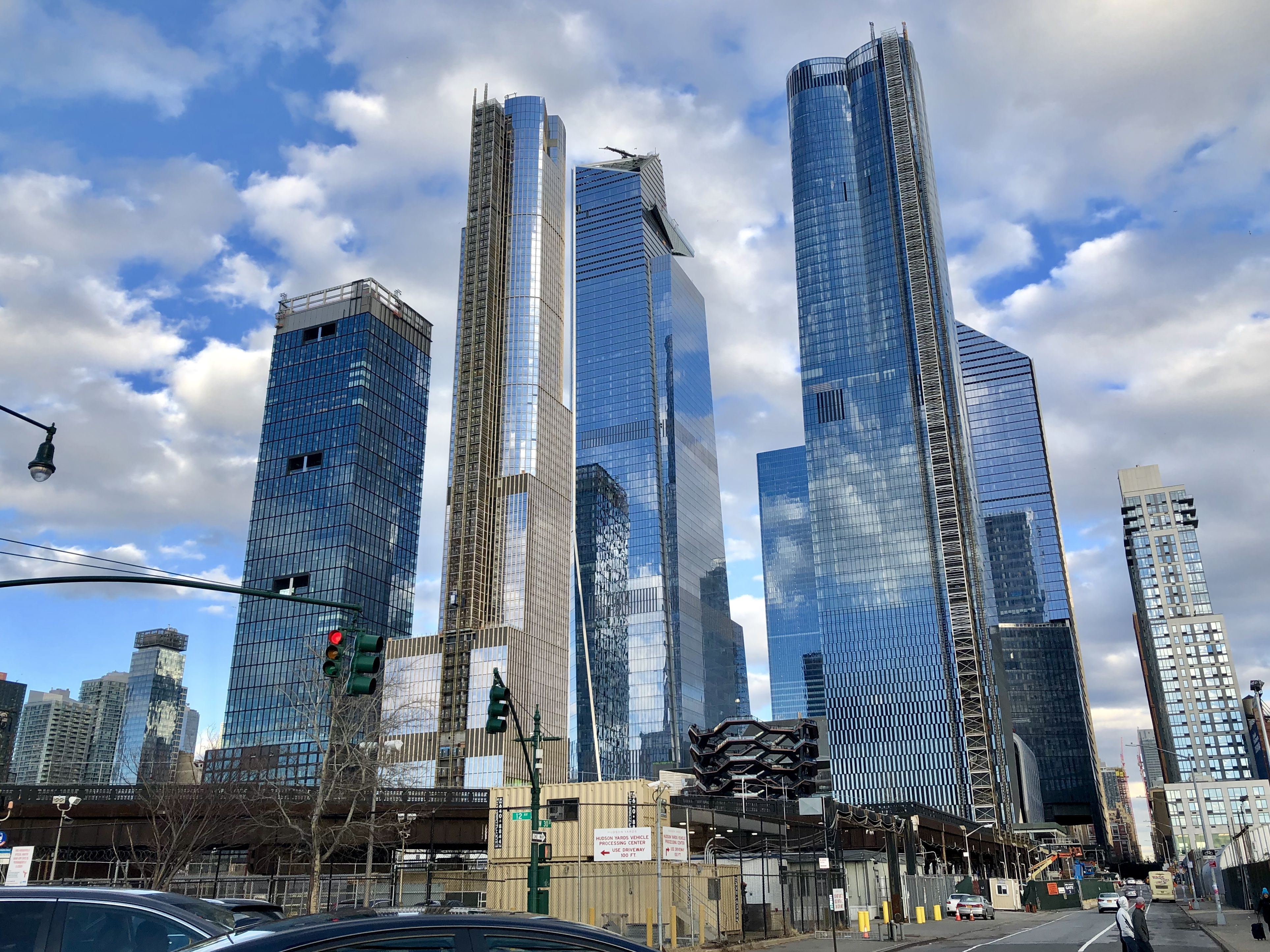
15 Hudson Yards wraz z innymi wieżowcami będącymi częścią Hudson Yards

Budowa wieżowca 15 Hudson Yards rozpoczęła się 4 grudnia 2014 roku. We wrześniu 2015 roku projekt budowy otrzymał dofinansowanie o wartości 850 mln dolarów od brytyjskiego funduszu hedgingowego The Children’s Investment Fund Management. Montaż wiechy na budynku zakończono w lutym 2018 roku. Budynek został otwarty i oddany do użytku 15 marca 2019 roku. Do stycznia 2019 roku sprzedano około 60% mieszkań w budynku, jeszcze przed końcem całkowitym budowy.
W 2021 roku potencjalni najemcy budynku złożyli pozew zbiorowy przeciwko firmie Associated, pracującej przy budowie 15 Hudson Yards. W pozwie zarzucono im, że firma wybudowała inny budynek 553 West 30th Street w którym mieściło się 15 lokali oraz, że najemcy tych lokali nie będą mieli dostępu do tych samych udogodnień, co lokale po stawkach rynkowych.

## Architektura

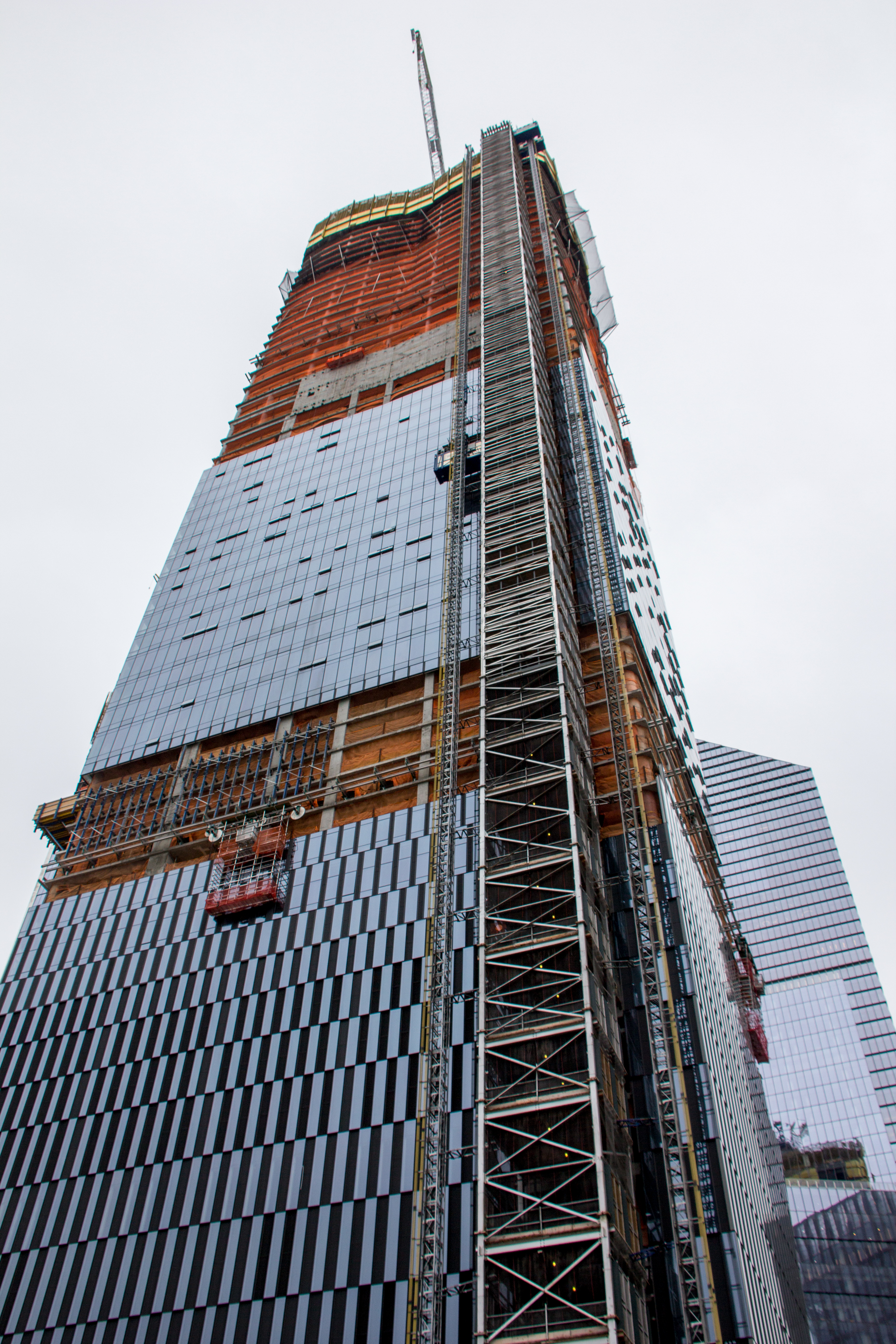
Plac budowy w listopadzie 2017 roku

Wieżowiec 15 Hudson Yards został zaprojektowany przez Dillera Scofidio, głównego architekta przedsiębiorstwa Rockwell Group. Przedsiębiorstwo Ismael Leyva Architects zajmowało się architekturą wykonawczą podczas budowy budynku. Przedsiębiorstwo WSP podczas budowy pełniło funkcję głównego inżyniera konstrukcyjnyego.
W budynku znajduje się 285 lokali mieszkalnych. Piętro 50. i 51. pełni funkcję przestrzeni rekreacyjnej o powierzchni 40 000 stóp kwadratowych (3700 m²), zawierająca centrum wodne z basenem o długości 75 stóp, spa, centrum fitness, studio jogi, pokój zabaw dla dzieci, prywatne jadalnie, salę projekcyjną, salonik z klubem golfowym, przechowalnia wina i centrum biznesowe. W budynku znajduje się także taras widokowy na szczycie budynku, który jest reklamowany jako najwyższy zewnętrzny taras na dachu budynków mieszkalnych w Nowym Jorku.
Wieżowiec jest połączony z The Shed, centrum kulturalny u podstawy wieży, otwartym 5 kwietnia 2019 roku. W The Shed odbywają się różne działania w wielu obszarach kultury, w tym sztuce, performansie i filmie. W holu budynku znajduje się także wielkoformatowa drewniana instalacja zaprojektowana przez amerykańskiego rzeźbiarza Joela Shapiro.
Wśród ludzi, którzy kupili mieszkania na terenie wieżowca, jest Philip I. Kent, były dyrektor generalny Turner Broadcasting System.

## Galeria

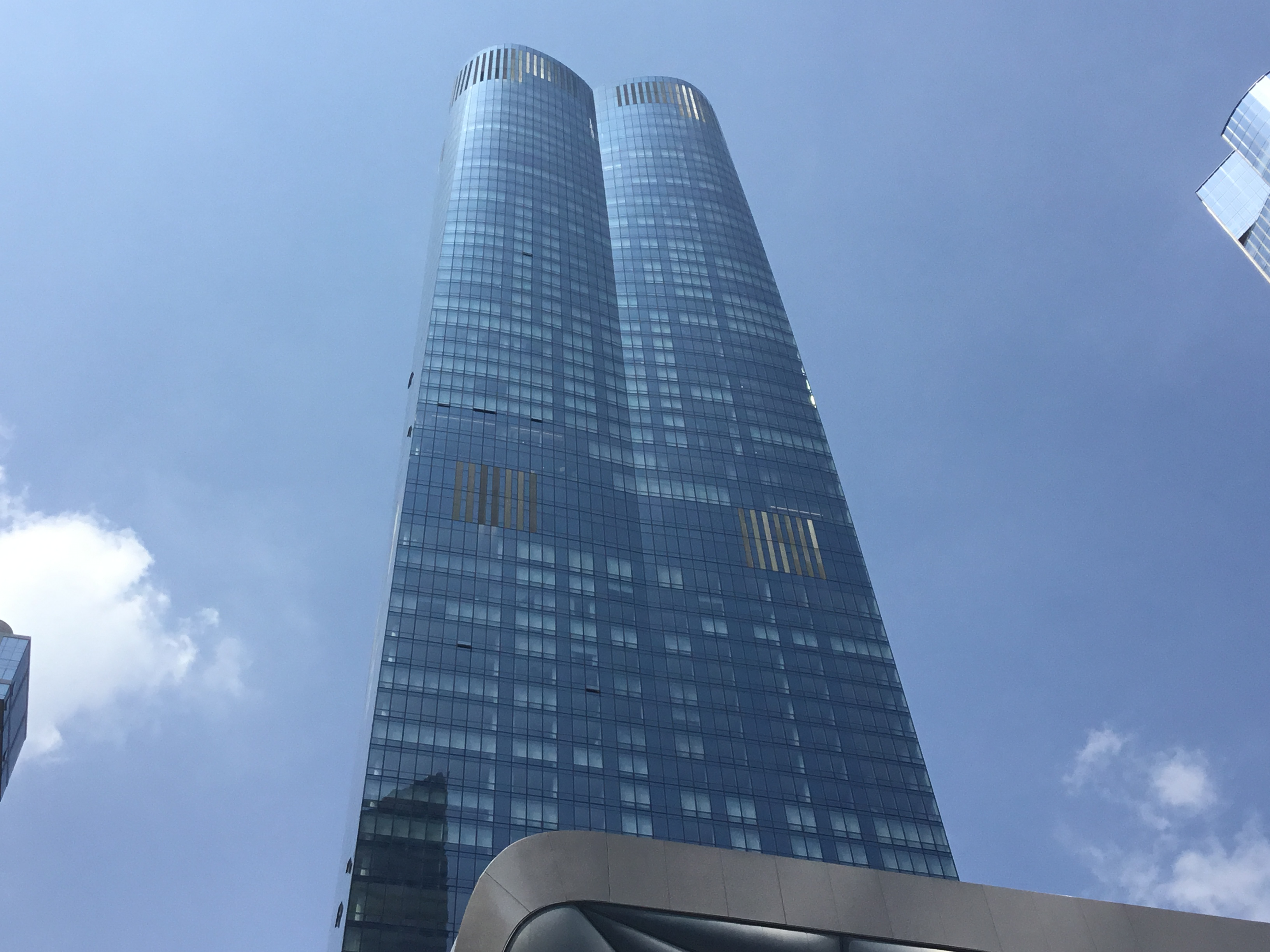
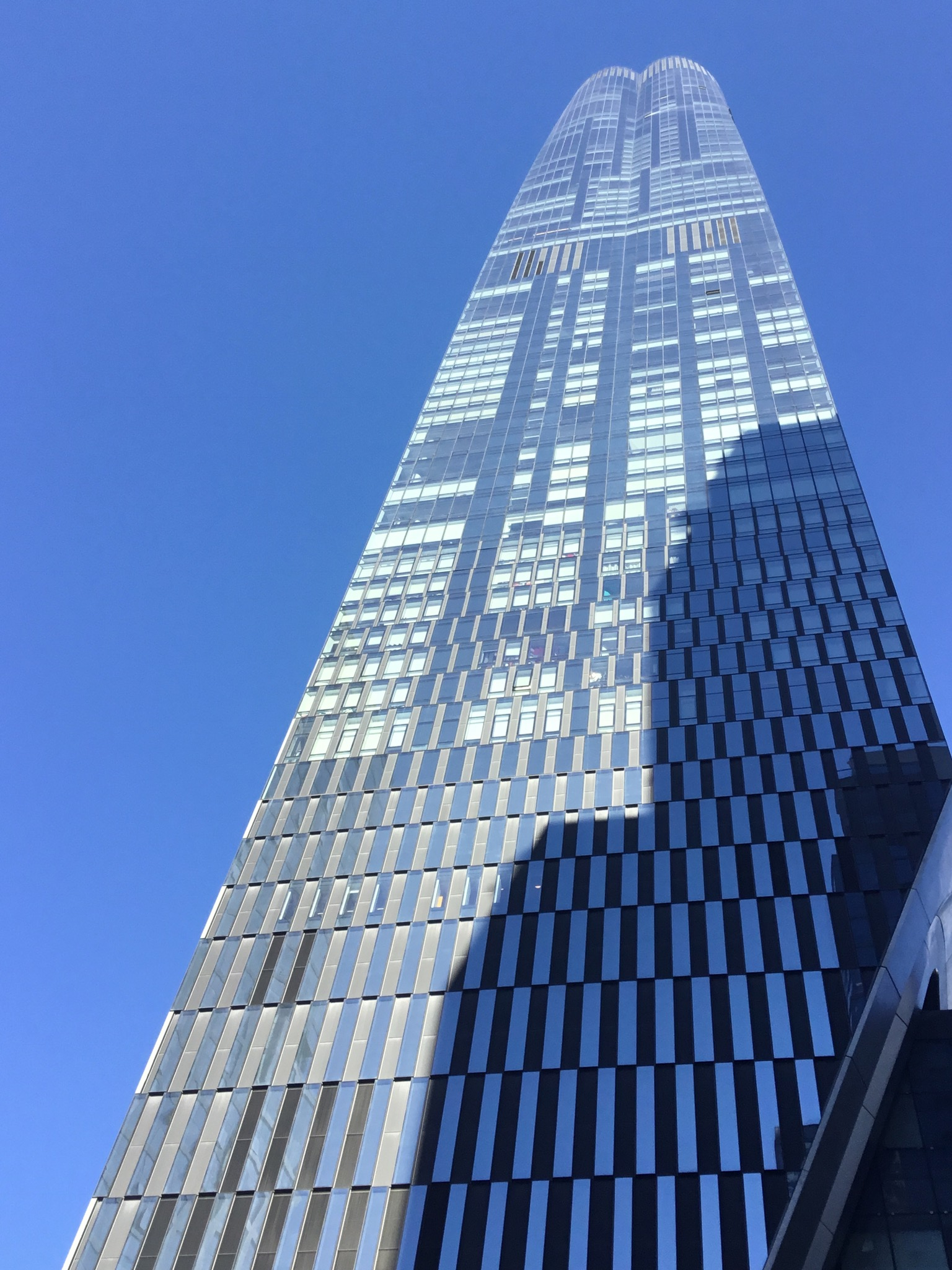
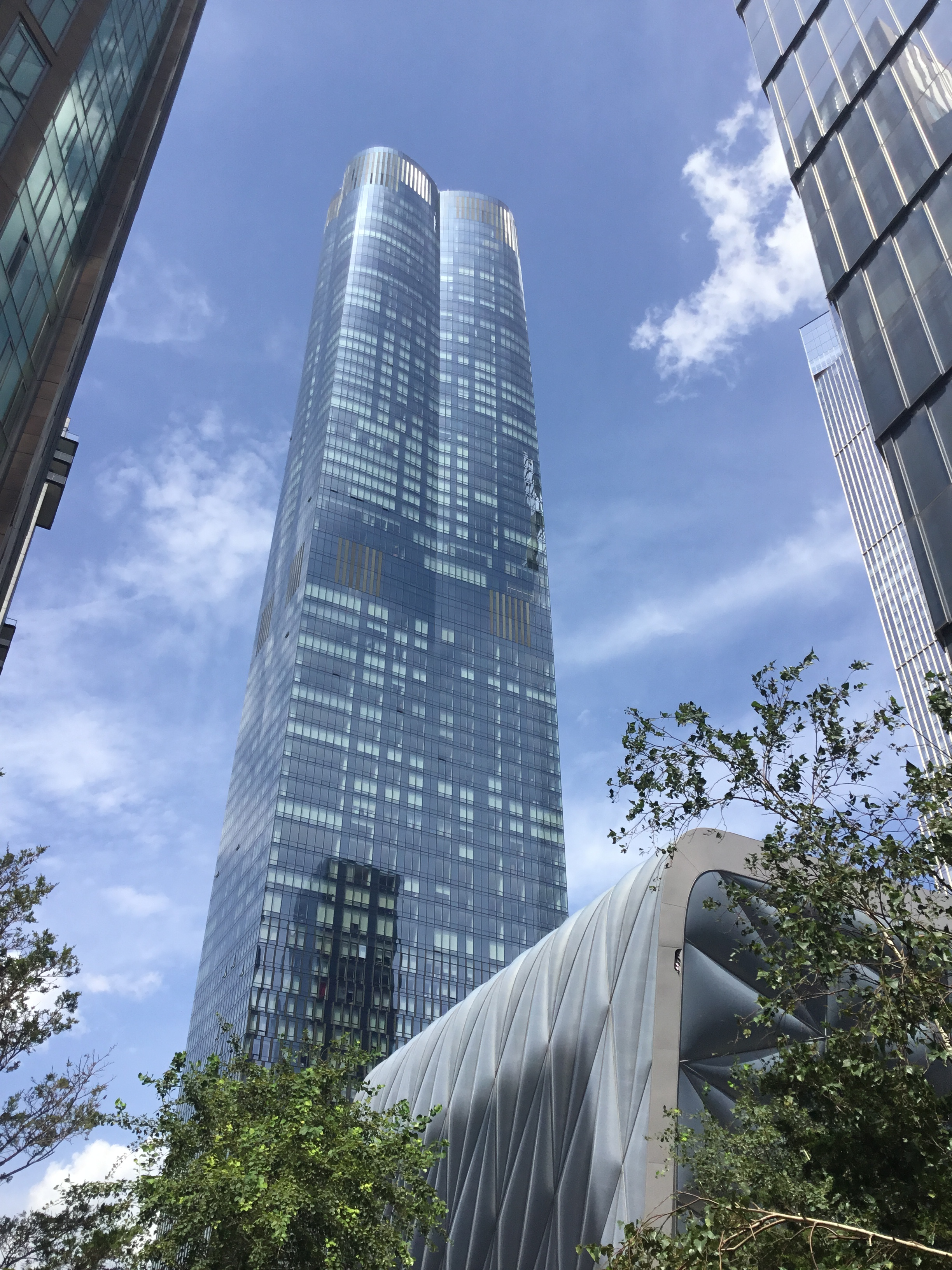